# 沙爾科夫希納區
沙爾科夫希納區（羅馬化：Sharkovshchinskiy rayon）是白俄羅斯北部维捷布斯克州的一個區，行政中心为沙尔科夫希纳，面積1,189.18平方公里，2009年人口18,620，人口密度每平方公里15.66人。